# Hôpital des Baux-de-Provence
L'hôpital des Baux-de-Provence est un édifice situé aux Les Baux-de-Provence, dans les Bouches-du-Rhône, près de l'enceinte du Château des Baux.

## Histoire
L'hôpital des Baux date du XVIe siècle sur la demande de Jeanne de Quiqueran, épouse d'Honoré des Martins, gouverneur des Baux de Provence. La construction débuta en 1542, pour se terminer en 1583.
L'hôpital est classé au titre des monuments historiques, depuis le 9 juin 1904.

## A voir aussi